# Liste der Monuments historiques in Riocaud
Die Liste der Monuments historiques in Riocaud führt die Monuments historiques in der französischen Gemeinde Riocaud auf.

## Liste der Objekte
| Bezeichnung | Beschreibung          | Standort                       | Kennzeichnung | Schutzstatus | Datum | Bild |
| ----------- | --------------------- | ------------------------------ | ------------- | ------------ | ----- | ---- |
| Tabernakel  | Holz, 17. Jahrhundert | in der Kirche St-Pierre (Lage) | PM33000654    | Classé       | 1983  |      |
| Glocke      | Bronze, 1767 gegossen | in der Kirche St-Pierre (Lage) | PM33001948    | Inscrit      | 2002  |      |